# Creosphaeria
Creosphaeria — рід грибів родини Lopadostomataceae. Назва вперше опублікована 1910 року.

## Класифікація
До роду Creosphaeria відносять 4 види:
- Creosphaeria pinea
- Creosphaeria riograndensis
- Creosphaeria sassafras
- Creosphaeria verruculosa